# Теорема Баргмана — Вигнера
Теорема Баргмана — Вигнера — теорема аксиоматической квантовой теории поля. Раскрывает значение понятия универсальной накрывающей группы при преобразованиях Пуанкаре в релятивистской квантовой теории. Была доказана Ю. Вигнером и В. Баргманом.

## Формулировка
Векторы состояния при преобразованиях из собственной группы Пуанкаре преобразуются по унитарному представлению её универсальной
накрывающей (квантовомеханической собственной группы Пуанкаре).
Иначе говоря, из каждого луча {\displaystyle T(a,\Lambda )} можно выбрать по одному представителю {\displaystyle U(a,\Lambda )\in T(a,\Lambda )}так что имеют место соотношения :
{\displaystyle U(0,1)=1,U({\underline {a_{1}}},A_{1})U({\underline {a_{2}}},A_{2})=U({\underline {a_{1}}}+A_{1}^{*}a_{2}A_{1},A_{1}A_{2})}
где {\displaystyle a} определяется формулой {\displaystyle x=x^{\alpha }{\sigma }_{\alpha }=x^{0}\sigma _{0}+x^{1}\sigma _{1}+x^{2}\sigma _{2}+x^{3}\sigma _{3}={\begin{pmatrix}x^{0}+x^{3}&x^{1}-ix^{2}\\x^{1}+ix^{2}&x^{0}-x^{3}\end{pmatrix}}}.

## Пояснения
Лучом называется вектор состояния в сепарабельном гильбертовом пространстве. Группа {\displaystyle G_{2}} называется универсальной накрывающей связной группы {\displaystyle G_{1}}, если {\displaystyle G_{2}} — минимальная односвязная группа, гомоморфная {\displaystyle G_{1}}. {\displaystyle x} — четырёхмерный вектор. {\displaystyle \sigma _{0},...,\sigma _{3}} — матрицы Паули.